# Janusz Woliński (historyk)

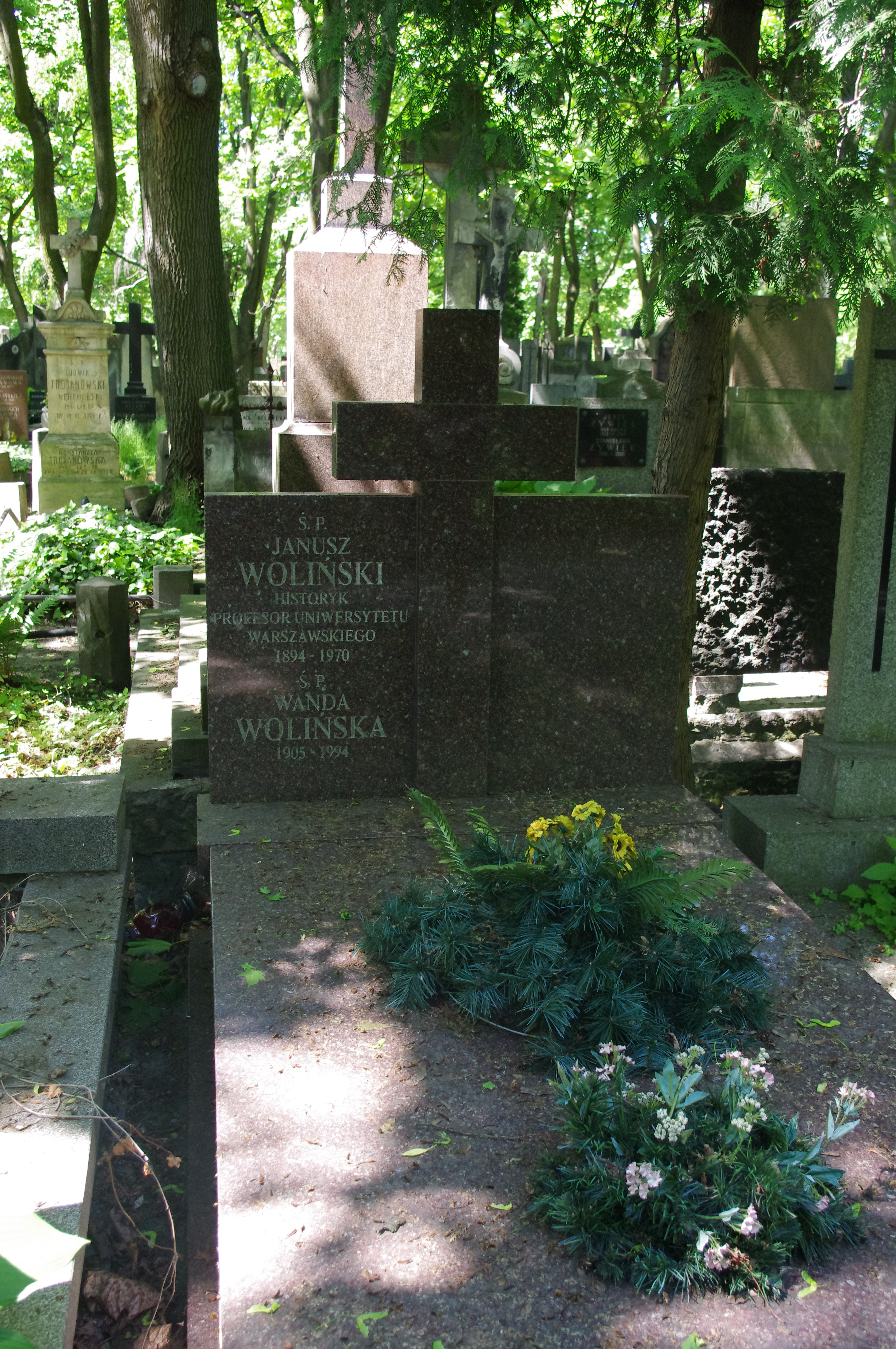
Grób historyka Janusza Wolińskiego na cmentarzu Powązkowskim w Warszawie

Janusz Woliński (ur. 10 września 1894 w Warszawie, zm. 7 kwietnia 1970) – polski historyk, profesor Uniwersytetu Warszawskiego.

## Życiorys
Janusz Woliński urodził się w rodzinie inteligenckiej. Jego dziadek Adolf był architektem a ojciec Jan adwokatem warszawskim. Matka Zofia z Koziejowskich wywodziła się z ziemiańskiej rodziny prawników i lekarzy lubelskich.
Najpierw uczył się w gimnazjum Stanisława Staszica w Lublinie, a w latach 1908–1913 w warszawskim gimnazjum Pawła Chrzanowskiego, gdzie
uzyskał polską maturę. W 1914 otrzymał rosyjskie świadectwo dojrzałości, aby móc studiować na wyższych uczelniach w Cesarstwie Rosyjskim. Studia rozpoczął w 1914 na Wydziale Prawa Uniwersytetu Moskiewskiego, a rok później po powrocie do Warszawy kontynuował je na Uniwersytecie Warszawskim (1915–1921). Następnie ukończył tu również historię (1922–1926). Studiując pracował jednocześnie jako nauczyciel historii w wielu warszawskich szkołach: gimnazjum Anny Jakubowskiej (1919–1923), gimnazjum Zofii Kurmanowej (1920–1931), gimnazjum Ludwika Lorentza (1922–1928), gimnazjum Św.Stanisława Kostki (1927–1931), w Szkole Społecznej przy warszawskim ośrodku Polskiej Macierzy Szkolnej (1928–1931).
Był ochotnikiem Wojska Polskiego, jednak w 1918 zwolniono go ze służby wojskowej z przyczyn zdrowotnych (choroba płuc). W 1920 brał udział w obronie Warszawy podczas wojny polsko-bolszewickiej. W 1921 został zatrudniony jako kancelista w Ministerstwie Spraw Wojskowych.

### Kariera naukowa
Janusz Woliński pasjonował się historią i został jej znawcą. Specjalizował się głównie w dziejach Rzeczypospolitej XVII wieku oraz nowożytnej powszechnej. W 1926 obronił na Uniwersytecie Warszawskim doktorat z filozofii na podstawie przygotowanej rozprawy o stosunkach polsko-brandenburskich w latach 1674–1675, a więc w pierwszym okresie panowania Jana III Sobieskiego, napisanej pod kierunkiem Profesora Marcelego Handelsmana.
Praca Wolińskiego, oparta głównie na materiałach archiwalnych, częściowo nieznanych polskim badaczom, w znaczący sposób pogłębiła problematykę tzw. “polityki bałtyckiej” Jana III, ukazanej na tle ówczesnej polityki międzynarodowej.
W czerwcu 1938 habilitował się na podstawie rozprawy zatytułowanej Jan III Sobieski i sprawa Ukrainy w latach 1674–1675. Równocześnie zaczął wykładać historię powszechną i nowożytną w Instytucie Historycznym Uniwersytetu Warszawskiego (do czerwca 1939).
Od października 1936 Wolińskiego zatrudniono jako nauczyciela akademickiego w prywatnej Szkole Nauk Politycznych przy wileńskim Instytucie Naukowo-Badawczym Europy Wschodniej. W latach 1936–1939 prowadził tutaj cykl wykładów pod tytułem “Sprawa ukraińska jako problem międzynarodowy”, przejmując zajęcia dydaktyczne po zmarłym polityku i profesorze Leonie Wasilewskim. Wileńskie wykłady docenta Janusza Wolińskiego, dotyczyły nie tylko aspektów historycznych, ale przede wszystkim aktualnej sytuacji politycznej, ekonomicznej i wyznaniowej społeczności ukraińskiej, dodatkowo ukazanych na szerokim tle ówczesnej sytuacji europejskiej.

### Kariera w ministerstwie
W latach 1931–1939 pracował jako kierownik departamentu Ministerstwa Wyznań Religijnych i Oświecenia Publicznego.
Jego dyrektorem i bezpośrednim zwierzchnikiem był Franciszek Salezy Potocki, którego Janusz Woliński ze względu na wiedzę merytoryczną i zdolności mediacyjne wielokrotnie zastępował i wyręczał w skomplikowanych obowiązkach urzędniczych.
Obowiązkami Wolińskiego było między innymi przygotowywanie opracowań prasowych i naukowych jak też prowadzenie negocjacji z przedstawicielami kościołów obecnych w życiu politycznym, społecznym i kulturalnym kraju. Woliński wykazywał się znajomością skomplikowanej problematyki prawnej i wyznaniowej, z łatwością “ogarniając całokształt polityki wyznaniowej państwa” polskiego. Dewizą Profesora była zatem “zasada harmonijnego współżycia z mniejszościami narodowymi w ówczesnym państwie”, a więc utrzymanie stabilnych i godnych warunków życia dla milionów mieszkańców Drugiej Rzeczypospolitej. W marcu 1939 minister odznaczył Wolińskiego Złotym Krzyżem Zasługi podkreślając jego wybitne zasługi w opracowaniu prawnego kodeksu unormowania sytuacji kościoła prawosławnego w Rzeczypospolitej oraz w procesie derusyfikacji tegoż poprzez połączenie duchowieństwa i wiernych z dorobkiem polskiej historii i kultury narodowej.
Prowadząc przez wiele lat pertraktacje z hierarchią wielu kościołów, zarówno Potocki jak i Woliński, reprezentowali jednoznaczne stanowisko budowy pokojowego i “harmonijnego współżycia” cerkwi prawosławnej oraz państwa polskiego, wielokrotnie narażając się na jawną opozycję ze strony oficerów i urzędników z Ministerstwa Spraw Wewnętrznych i z Ministerstwa Spraw Wojskowych.
Dlatego też, gdy w 1938 na Lubelszczyźnie i Chełmszczyźnie bezzasadnie zburzono 114 cerkwi prawosławnych i zmuszano siłą wiernych tego kościoła do zmiany wyznania, wbrew stanowisku kadry kierowniczej Departamentu Wyznań, na znak protestu dyrektor Potocki i kierownik Woliński złożyli dymisję i odeszli z ministerstwa.
Janusz Woliński otrzymał wkrótce stanowisko dyrektora Archiwum Oświecenia Publicznego, którego nie objął z powodu rozpoczęcia II wojny światowej.

### II wojna światowa
W czasie okupacji Janusz Woliński pracował jako bibliotekarz – najpierw w Bibliotece Ordynacji Krasińskich, później w Bibliotece Ordynacji Zamoyskich. Jednak głównie w tym czasie był zaangażowany w tajne nauczanie historii Polski i dziejów powszechnych. Lekcje zazwyczaj prowadził w warszawskich mieszkaniach na tajnych kompletach oraz na studiach Uniwersytetu Warszawskiego i Uniwersytetu Ziem Zachodnich w Warszawie, Milanówku i Częstochowie.

### Rozwój kariery naukowej na Uniwersytecie Warszawskim
Od 1945 był związany z Uniwersytetem Warszawskim. Najpierw pełnił funkcję zastępcy profesora Uniwersytetu Warszawskiego, a w 1947 otrzymał nominację na profesora nadzwyczajnego. W 1958 mianowano go profesorem zwyczajnym. Woliński prowadził wykłady oraz seminaria z historii nowożytnej. Przez wiele lat kierował uniwersytecką Katedrą Historii Nowożytnej. Był promotorem 120 magistrantów historii i 20 doktorów nauk humanistycznych, w tym kilkunastu samodzielnych pracowników nauki i nauczycieli akademickich. Profesor Woliński był znanym i cenionym popularyzatorem historii dawnej Rzeczypospolitej, czasów panowania Jana III Sobieskiego, czy dziejów Warszawy. W latach 1945–1952 wznowił i redagował czasopismo naukowe „Przegląd Historyczny”. Będąc już na emeryturze, profesor nadal był aktywny zawodowo. Prowadził zajęcia na Uniwersytecie, pisał opinie i recenzje, wygłaszał odczyty i przygotowywał do publikacji rozpoczęte niegdyś artykuły.
Janusz Woliński spoczywa na cmentarzu Powązkowskim w Warszawie (kwatera 235-1-22).

### Uczniowie
Do jego uczniów należeli między innymi: Zbigniew Ćwiek, Ludomir Bieńkowski, Rafał Gerber, Mieczysław Jaworski, Jerzy Łojek, Jerzy Michalski, Tadeusz Łepkowski, Edward Stańczak, Jan Wimmer, Zbigniew Wójcik, Mieczysław Wrzosek, Andrzej Zahorski.

## Organizacja życia naukowego
Janusz Woliński był także aktywnym organizatorem życia naukowego polskich historyków. Był członkiem takich stowarzyszeń jak:
- Polskie Towarzystwo Historyczne
- Towarzystwie Miłośników Historii w Warszawie (prezes w latach 1960–1970)
- Towarzystwo Naukowe Warszawskie (od 1951)
- Komitet Nauk Historycznych PAN
- Instytut Historii PAN
- Państwowa Rada Archiwalna
- Wojskowy Instytut Historyczny
- Wojskowej Akademii Politycznej w Warszawie (prowadził wykłady kursowe i zajęcia dydaktyczne oraz zajmował stanowiska kierownicze)

## Dorobek naukowy
Prace naukowe Janusza Wolińskiego dotyczyły głównie badań dziejów Rzeczypospolitej w końcu XVII stulecia, a zwłaszcza w okresie panowania Jana III Sobieskiego, któremu Profesor poświęcił wiele studiów naukowych i publikacji źródeł. Zajmował się także historią Warszawy i Wielkiego Księstwa Litewskiego, dziejami Sejmu Czteroletniego, publikował materiały źródłowe do czasów panowania Jana Sobieskiego.

## Publikacje
- Parkany (7 i 9 października 1683 roku), Warszawa: Wojskowe Biuro Historyczne 1933.
- Przyczynki źródłowe do kampanji 1674, Warszawa 1933.
- Król Jan III Sobieski a sprawa Ukrainy 1674–1675, Warszawa: Instytut Badań Spraw Narodowościowych 1934.
- Pośrednictwo tatarskie w wojnie polsko-tureckiej, Warszawa 1934.
- Polska i kościół prawosławny. Zarys historyczny, Lwów: Zakład Narodowy im. Ossolińskich 1936.
- Król Jan III Sobieski. W 250-letnią rocznicę zgonu, Warszawa: Trzaska, Evert, Michalski 1946.
- Jan III Sobieski i Prusy Książęce, Warszawa: Państwowe Zakłady Wydawnictw Szkolnych 1947.
- Od Chocimia do Żórawna (1673–1676), Kraków 1948.
- Johann von Goëss, Berlińskie relacje bar. Goessa w sprawach polskich 1674 r., wyd. Janusz Woliński, Kraków: Polska Akademia Umiejętności 1950.
- Epilog elekcji 1674 r., Warszawa: nakładem PAU 1952.
- Toruński azyl Eleonory Wiśniowieckiej 1674/1675, Toruń 1953.
- Materiały do dziejów Sejmu Czteroletniego, t. 1–5, oprac. przygot. do druku Janusz Woliński, Jerzy Michalski, Emanuel Rostworowski, Wrocław: Zakład Narodowy im. Ossolińskich Wydawnictwo Polskiej Akademii Nauk 1955–1968.
- Konwokacja 1674 r. a wojna polsko-turecka, Warszawa 1958–1964.
- Kazimierz Sarnecki, Pamiętniki z czasów Jana Sobieskiego. Diariusz i relacje z lat 1691–1696, oprac. i przygot. do dr. Janusz Woliński, Wrocław: Zakład Narodowy im. Ossolińskich 1958.
- Z dziejów wojny i polityki w dobie Jana Sobieskiego, Warszawa: Wydawnictwo Ministerstwa Obrony Narodowej 1960.
- Epilog Chocimia w 1674 roku, Warszawa 1961.
- Śledztwo polskie w sprawie porwania Krystiana Ludwika Kalksteina, Toruń 1964.
- Koekwacja praw na Litwie 1697 r., Warszawa 1965.
- König Johann III Sobieski und die Schlacht bei Wien 1683, Warszawa 1965.
- Król Jan III Sobieski i bitwa wiedeńska 1683 r., Warszawa 1965.
- Oblężenie Kamieńca w 1672 roku, Warszawa 1966.
- Ze spraw polsko-mołdawskich 1672–1673, Warszawa 1967.
- Materiały do dziejów wojny polsko-tureckiej (1672–1676 r.), Warszawa 1965–1968.
- Przyczynek źródłowy do dziejów Warszawy z pierwszych lat panowania Jana III Sobieskiego, Warszawa 1967.
- Jan III Sobieski w Wilanowie, Warszawa 1971.
- Warszawskie lata uniwersyteckie Szymona Askenazego 1883–1887, Warszawa 1971.
- Z dziejów wojen polsko-tureckich, dobór tekstów Jan Wimmer, Warszawa: Wydawnictwo Ministerstwa Obrony Narodowej 1983.

## Ordery i odznaczenia
- Krzyż Oficerski Orderu Odrodzenia Polski
- Złoty Krzyż Zasługi (10 listopada 1938)[2]